# Hatari!
Hatari! is een Amerikaanse avonturenfilm uit 1962 onder regie van Howard Hawks.

## Verhaal
Een groep jagers vangt wilde dieren in Oost-Afrika om ze aan dierentuinen te verkopen. Dan krijgen ze bezoek van de natuurfotografe, die foto's komt nemen van de dieren.

## Rolverdeling
| Acteur             | Personage                   |
| ------------------ | --------------------------- |
| John Wayne         | Sean Mercer                 |
| Hardy Krüger       | Kurt Müller                 |
| Elsa Martinelli    | Anna Maria D'Allessandro    |
| Red Buttons        | Pockets                     |
| Gérard Blain       | Charles Maurey              |
| Bruce Cabot        | Little Wolf                 |
| Michèle Girardon   | Brandy de la Court          |
| Valentin de Vargas | Luis Francisco Garcia López |
| Eduard Franz       | Dr. Sanderson               |